# Uvaria japonica
Uvaria japonica är en kirimojaväxtart som beskrevs av Carl von Linné. Uvaria japonica ingår i släktet Uvaria och familjen kirimojaväxter. Inga underarter finns listade i Catalogue of Life.